# Сан-Бісенс-далс-Орс
Сан-Бісе́нс-далс-Орс (кат. Sant Vicenç dels Horts, вимова літературною каталанською [san bi'sεns dəł ɔɾs]) - муніципалітет, розташований в Автономній області Каталонія, в Іспанії. Код муніципалітету за номенклатурою Інституту статистики Каталонії - 82634. Знаходиться у районі (кумарці) Баш-Любрагат (коди району - 11 та BT) провінції Барселона, згідно з новою адміністративною реформою перебуватиме у складі баґарії (округи) Барселона. За кількістю населення у 2007 р. місто займало 45 місце серед муніципалітетів Каталонії.

## Назва муніципалітету
Назва муніципалітету походить від лат. Vincĕntĭus (власне ім'я), лат. sanctum - "святий" та, можливо, лат. ŭrcĕa / orcĕa - "ємність".

## Населення
Населення міста (у 2007 р.) становить 27.106 осіб (з них менше 14 років - 16,9%, від 15 до 64 - 70,3%, понад 65 років - 12,7%). У 2006 р. народжуваність склала 364 особи, смертність - 154 особи, зареєстровано 146 шлюбів. У 2001 р. активне населення становило 12.641 особа, з них безробітних - 1.226 осіб.

Серед осіб, які проживали на території міста у 2001 р., 15.883 народилися в Каталонії (з них 5.758 осіб у тому самому районі, або кумарці), 7.777 осіб приїхало з інших областей Іспанії, а 1.034 особи приїхали з-за кордону. 

Вищу освіту має 5,9% усього населення. 

У 2001 р. нараховувалося 8.174 домогосподарства (з них 13,1% складалися з однієї особи, 26,9% з двох осіб,24,4% з 3 осіб, 24,6% з 4 осіб, 7,2% з 5 осіб, 2,2% з 6 осіб, 0,8% з 7 осіб, 0,3% з 8 осіб і 0,4% з 9 і більше осіб).

Активне населення міста у 2001 р. працювало у таких сферах діяльності : у сільському господарстві - 0,8%, у промисловості - 32,7%, на будівництві - 16,1% і у сфері обслуговування - 50,4%. 

 У муніципалітеті або у власному районі (кумарці) працює 8.124 особи, поза районом - 7.050 осіб.

### Доходи населення
У 2002 р. доходи населення розподілялися таким чином :
| \| Доходи населення за статтями доходів \| Доходи населення за статтями доходів \| Доходи населення за статтями доходів \| \| Рік \| 2002 р. \| 2001 р. \| \| ------------------------------------ \| ------------------------------------ \| ------------------------------------ \| \| Заробітна платня \| 64,4% \| 66,2% \| \| Доходи від ведення бізнесу \| 20,7% \| 19,8% \| \| Соціальна допомога \| 15% \| 14,1% \| |         |         |
| Доходи населення за статтями доходів |         |         |
| Рік | 2002 р. | 2001 р. |
| Заробітна платня | 64,4%   | 66,2%   |
| Доходи від ведення бізнесу | 20,7%   | 19,8%   |
| Соціальна допомога | 15%     | 14,1%   |

### Безробіття
У 2007 р. нараховувалося 1.039 безробітних (у 2006 р. - 1.063 безробітних), з них чоловіки становили 37,3%, а жінки - 62,7%.

## Економіка
У 1996 р. валовий внутрішній продукт розподілявся по сферах діяльності таким чином :
| \| Валовий внутрішній продукт \| Валовий внутрішній продукт \| Валовий внутрішній продукт \| \| Рік \| 1996 р. \| 1991 р. \| \| -------------------------- \| -------------------------- \| -------------------------- \| \| Сільське господарство \| 0,1% \| 0% \| \| Промисловість \| 49,9% \| 0% \| \| Будівництво \| 7,4% \| 0% \| \| Послуги \| 42,6% \| 0% \| |         |         |
| Валовий внутрішній продукт |         |         |
| Рік | 1996 р. | 1991 р. |
| Сільське господарство | 0,1%    | 0%      |
| Промисловість | 49,9%   | 0%      |
| Будівництво | 7,4%    | 0%      |
| Послуги | 42,6%   | 0%      |

### Підприємства міста

#### Промислові підприємства
| \| Промислові підприємства міста, за сферою діяльності \| Промислові підприємства міста, за сферою діяльності \| Промислові підприємства міста, за сферою діяльності \| \| Рік \| 2002 р. \| 2001 р. \| \| --------------------------------------------------- \| --------------------------------------------------- \| --------------------------------------------------- \| \| Енергетичні та водні ресурси \| 1,5% \| 1,5% \| \| Хімія та метали \| 11,4% \| 11,8% \| \| Переробка металів \| 45,5% \| 44,1% \| \| Продукти харчування \| 4,5% \| 4,4% \| \| Текстиль \| 8,9% \| 8,8% \| \| Виробництво меблів, видання \| 22,3% \| 22,5% \| \| Інше \| 5,9% \| 6,9% \| \| Усього підприємств \| 202 \| 204 \| |         |         |
| Промислові підприємства міста, за сферою діяльності |         |         |
| Рік | 2002 р. | 2001 р. |
| Енергетичні та водні ресурси | 1,5%    | 1,5%    |
| Хімія та метали | 11,4%   | 11,8%   |
| Переробка металів | 45,5%   | 44,1%   |
| Продукти харчування | 4,5%    | 4,4%    |
| Текстиль | 8,9%    | 8,8%    |
| Виробництво меблів, видання | 22,3%   | 22,5%   |
| Інше | 5,9%    | 6,9%    |
| Усього підприємств | 202     | 204     |

#### Роздрібна торгівля
| \| Підприємства роздрібної торгівлі міста, за сферою діяльності \| Підприємства роздрібної торгівлі міста, за сферою діяльності \| Підприємства роздрібної торгівлі міста, за сферою діяльності \| \| Рік \| 2002 р. \| 2001 р. \| \| ------------------------------------------------------------ \| ------------------------------------------------------------ \| ------------------------------------------------------------ \| \| Продукти харчування \| 36,2% \| 37,1% \| \| Одяг та взуття \| 18,3% \| 17,6% \| \| Товари для дому \| 14,2% \| 13,7% \| \| Книги та періодичні видання \| 2,2% \| 2,2% \| \| Промислова хімічна продукція \| 7,9% \| 7,1% \| \| Продукція, пов'язана з транспортними засобами \| 5,4% \| 6% \| \| Інше \| 15,8% \| 16,2% \| \| Усього підприємств \| 367 \| 364 \| |         |         |
| Підприємства роздрібної торгівлі міста, за сферою діяльності |         |         |
| Рік | 2002 р. | 2001 р. |
| Продукти харчування | 36,2%   | 37,1%   |
| Одяг та взуття | 18,3%   | 17,6%   |
| Товари для дому | 14,2%   | 13,7%   |
| Книги та періодичні видання | 2,2%    | 2,2%    |
| Промислова хімічна продукція | 7,9%    | 7,1%    |
| Продукція, пов'язана з транспортними засобами | 5,4%    | 6%      |
| Інше | 15,8%   | 16,2%   |
| Усього підприємств | 367     | 364     |

#### Сфера послуг
| \| Підприємства міста, що працюють у сфері послуг, за діяльністю \| Підприємства міста, що працюють у сфері послуг, за діяльністю \| Підприємства міста, що працюють у сфері послуг, за діяльністю \| \| Рік \| 2002 р. \| 2001 р. \| \| ------------------------------------------------------------- \| ------------------------------------------------------------- \| ------------------------------------------------------------- \| \| Гуртова торгівля \| 9,4% \| 10,4% \| \| Готелі та готельний бізнес \| 16,5% \| 17,9% \| \| Транспорт та зв'язок \| 31,1% \| 30,1% \| \| Посередницькі фінансові послуги \| 3,3% \| 3,3% \| \| Послуги підприємствам \| 4% \| 4,1% \| \| Послуги фізичним особам \| 23% \| 22,2% \| \| Нерухомість та ін. \| 12,7% \| 12,1% \| \| Усього підприємств \| 726 \| 704 \| |         |         |
| Підприємства міста, що працюють у сфері послуг, за діяльністю |         |         |
| Рік | 2002 р. | 2001 р. |
| Гуртова торгівля | 9,4%    | 10,4%   |
| Готелі та готельний бізнес | 16,5%   | 17,9%   |
| Транспорт та зв'язок | 31,1%   | 30,1%   |
| Посередницькі фінансові послуги | 3,3%    | 3,3%    |
| Послуги підприємствам | 4%      | 4,1%    |
| Послуги фізичним особам | 23%     | 22,2%   |
| Нерухомість та ін. | 12,7%   | 12,1%   |
| Усього підприємств | 726     | 704     |

## Житловий фонд
У 2001 р. 7,4% усіх родин (домогосподарств) мали житло метражем до 59 м2, 51,5% - від 60 до 89 м2, 30% - від 90 до 119 м2 і
11,1% - понад 120 м2.

З усіх будівель у 2001 р. 57,1% було одноповерховими, 27,4% - двоповерховими, 7,8
% - триповерховими, 3% - чотириповерховими, 2,5% - п'ятиповерховими, 1,2% - шестиповерховими,
0,3% - семиповерховими, 0,6% - з вісьмома та більше поверхами.

## Автопарк
| \| Автомобілі, зареєстровані у місті, за призначенням \| Автомобілі, зареєстровані у місті, за призначенням \| Автомобілі, зареєстровані у місті, за призначенням \| \| Рік \| 2006 р. \| 2005 р. \| \| -------------------------------------------------- \| -------------------------------------------------- \| -------------------------------------------------- \| \| Приватні автомобілі \| 69,5% \| 70,3% \| \| Мотоцикли \| 8,6% \| 8,2% \| \| Вантажівки \| 17,3% \| 17,3% \| \| Трактори \| 0,8% \| 0,7% \| \| Автобуси та ін. \| 3,7% \| 3,5% \| \| Усього автомобілів \| 18.082 шт. \| 17.280 шт. \| |            |            |
| Автомобілі, зареєстровані у місті, за призначенням |            |            |
| Рік | 2006 р.    | 2005 р.    |
| Приватні автомобілі | 69,5%      | 70,3%      |
| Мотоцикли | 8,6%       | 8,2%       |
| Вантажівки | 17,3%      | 17,3%      |
| Трактори | 0,8%       | 0,7%       |
| Автобуси та ін. | 3,7%       | 3,5%       |
| Усього автомобілів | 18.082 шт. | 17.280 шт. |

## Вживання каталанської мови
У 2001 р. каталанську мову у місті розуміли 91,1% усього населення (у 1996 р. - 90,2%), вміли говорити нею 58,4% (у 1996 р. - 
59,9%), вміли читати 60% (у 1996 р. - 59,2%), вміли писати 38,4
% (у 1996 р. - 36,4%). Не розуміли каталанської мови 8,9%.

## Політичні уподобання
У виборах до Парламенту Каталонії у 2006 р. взяло участь 9.546 осіб (у 2003 р. - 10.955 осіб). Голоси за політичні сили розподілилися таким чином:
| \| Вибори до Парламенту Каталонії \| Вибори до Парламенту Каталонії \| Вибори до Парламенту Каталонії \| \| Рік \| 2006 р. \| 2003 р. \| \| -------------------------------------- \| ------------------------------ \| ------------------------------ \| \| Конвергенція та Єднання (CiU) \| 25,9% \| 25,6% \| \| Соціалістична партія Каталонії (PSC) \| 37,7% \| 41,4% \| \| Народна партія (PP) \| 10,2% \| 10,4% \| \| Ініціатива за Каталонію — Зелені (ICV) \| 10,2% \| 8,9% \| \| Республіканська лівиця Каталонії (ERC) \| 11% \| 12,6% \| \| Громадяни — Громадянська партія (C's) \| 2,8% \| 0% \| \| Інші \| 2,2% \| 1,1% \| |         |         |
| Вибори до Парламенту Каталонії |         |         |
| Рік | 2006 р. | 2003 р. |
| Конвергенція та Єднання (CiU) | 25,9%   | 25,6%   |
| Соціалістична партія Каталонії (PSC) | 37,7%   | 41,4%   |
| Народна партія (PP) | 10,2%   | 10,4%   |
| Ініціатива за Каталонію — Зелені (ICV) | 10,2%   | 8,9%    |
| Республіканська лівиця Каталонії (ERC) | 11%     | 12,6%   |
| Громадяни — Громадянська партія (C's) | 2,8%    | 0%      |
| Інші | 2,2%    | 1,1%    |

У муніципальних виборах у 2007 р. взяло участь 10.477 осіб (у 2003 р. - 11.572 особи). Голоси за політичні сили розподілилися таким чином:
| \| Муніципальні вибори \| Муніципальні вибори \| Муніципальні вибори \| \| Рік \| 2007 р. \| 2003 р. \| \| -------------------------------------- \| ------------------- \| ------------------- \| \| Конвергенція та Єднання (CiU) \| 9,3% \| 8,7% \| \| Соціалістична партія Каталонії (PSC) \| 43,4% \| 35,6% \| \| Народна партія (PP) \| 5,4% \| 7,6% \| \| Ініціатива за Каталонію — Зелені (ICV) \| 13,2% \| 21,6% \| \| Республіканська лівиця Каталонії (ERC) \| 17,3% \| 16,2% \| \| Громадяни — Громадянська партія (C's) \| 0% \| 0% \| \| Інші \| 11,4% \| 10,4% \| |         |         |
| Муніципальні вибори |         |         |
| Рік | 2007 р. | 2003 р. |
| Конвергенція та Єднання (CiU) | 9,3%    | 8,7%    |
| Соціалістична партія Каталонії (PSC) | 43,4%   | 35,6%   |
| Народна партія (PP) | 5,4%    | 7,6%    |
| Ініціатива за Каталонію — Зелені (ICV) | 13,2%   | 21,6%   |
| Республіканська лівиця Каталонії (ERC) | 17,3%   | 16,2%   |
| Громадяни — Громадянська партія (C's) | 0%      | 0%      |
| Інші | 11,4%   | 10,4%   |